# Бобыкин, Леонид Фёдорович
Леонид Фёдорович Бобыкин (29 января 1930 года, деревня Первомайское, Яранский район, Кировская область — 22 апреля 2023 года, Москва) — советский политический деятель, 1-й секретарь Свердловского обкома КПСС (1988—1990), кандидат в члены ЦК КПСС (1986—1990).

## Образование
В 1948—1950 годах — студент Одесского технологического института; в 1950—1953 — студент Уральского политехнического института им. С. М. Кирова, окончил механический факультет по специальности «оборудование металлургических заводов».

## Биография
После окончания института работал инженером-конструктором в НИИтяжмаш Уралмашзавода, в ноябре 1954 года был избран 2-м секретарём Орджоникидзевского райкома ВЛКСМ г. Свердловска, однако через год ушёл с комсомольской работы и вернулся на завод, работал сменным мастером, старшим мастером, начальником механического участка новоэкскаваторного цеха № 96 Уралмашзавода, руководителем группы отдела главного конструктора прокатного оборудования Уралмашзавода. В 1956 году вступил в КПСС.
В 1960 году Леонид Фёдорович командирован на монтаж дрессировочного стана «1200» завода Запорожсталь; с марта по август 1961 год был ведущим инженером проекта цеха холодной прокатки завода.
В 1961 году перешёл на партийную работу, став сначала вторым, а с февраля 1963 года — первым секретарём Орджоникидзевского райкома КПСС г. Свердловска. В марте 1969 года переведён в Свердловский горком КПСС на должность второго секретаря, а в октябре 1971 года возглавил горком.
В ноябре 1976 года при формировании нового руководства обкома (во главе с Б. Н. Ельциным) Леонид Фёдорович Бобыкин был избран секретарём по машиностроению и оборонной промышленности, однако уже в феврале 1977 года он был повышен до второго секретаря обкома. В мае 1983 года переведён в центральный аппарат, сначала был заместителем заведующего, а с января 1986 года — заведующим Отделом лёгкой промышленности и товаров народного потребления ЦК КПСС. 6 марта 1986 года на XXVII съезде КПСС был избран кандидатом в члены ЦК КПСС.
16 июня 1988 года был избран первым секретарём Свердловского обкома КПСС. На XIX партийной конференции прислал в президиум записку с осуждением делегата, выступившего в поддержку Б. Н. Ельцина. Находился во главе области немногим более полутора лет. По достижении 60-летия написал заявление с просьбой освободить его от занимаемой должности в связи с состоянием здоровья. 12 февраля 1990 года заявление было удовлетворено.
Умер 22 апреля 2023 года.
Похоронен на Знаменском кладбище Московской области.

## Участие в работе центральных органов власти в СССР
- Кандидат в члены ЦК КПСС (1986—1990 годах);
- Депутат Верховного Совета РСФСР IX—XI созывов;
- Делегат XXIII, XXV—XXVII съездов КПСС и XIX всесоюзной конференции КПСС.

## Награды
- Орден Ленина (1976)
- Орден Октябрьской Революции (1982)
- Два ордена Трудового Красного Знамени (1966, 1971)
- Премия Совета Министров СССР (1974)
- Медали: «За доблестный труд в Великой Отечественной войне 1941—1945 гг.» (1945/1995), «За освоение целинных земель» (1957), «За доблестный труд. В ознаменование 100-летия со дня рождения В. И. Ленина» (1969), «Тридцать лет победы в Великой Отечественной войне 1941—1945 гг.» (1975), «30 лет освобождению Чехословакии Советской армией» (1975), «60 лет Вооружённых Сил СССР» (1978), «40 лет победы в Великой Отечественной войне 1941—1945 гг.» (1985), «70 лет ВЧК-КГБ» (1987), «70 лет Вооружённых Сил СССР» (1988), «Ветеран труда» (1990), «50 лет победы в Великой Отечественной войне 1941—1945 гг.» (1995), «В память 850-летия Москвы» (1997)
- Две золотые медали ВДНХ (1975, 1978)
- Почётная грамота Президиума Верховного Совета РСФСР (1973)